# Urtica atrichocaulis
Urtica atrichocaulis är en nässelväxtart som först beskrevs av Hand.-mazz., och fick sitt nu gällande namn av C.J. Chen. Urtica atrichocaulis ingår i släktet nässlor, och familjen nässelväxter. Inga underarter finns listade i Catalogue of Life.